# Казахстанский монетный двор
Казахстанский монетный двор (каз. Қазақстан теңге сарайы) — казахстанское предприятие, выпускающее монеты, государственные награды, ордена, медали, ювелирные изделия, сувенирную продукцию. Монетный двор был основан в 1992 году; располагается на территории Ульбинского металлургического завода.

## История
В январе 1992 года было организовано производство монет на Ульбинском металлургическом заводе. Тогда же образцы выпущенных монет были представлены на совещании в правительстве, принимавшем решение об организации производства платёжных средств. В ноябре того же года по заказу Национального банка Республики Казахстан на заводе выпущена первая промышленная партия циркуляционных монет.
В 1994 году был выполнен первый заказ от Администрации президента на изготовление государственных наград. В 1995 году цеха по производству монет и наград, а также инструментального производства, выделены в самостоятельное юридическое лицо как Завод изделий из цветных металлов. В 1997 году производство дополнилось изготовлением фурнитуры и нагрудных знаков для силовых структур и поверительных клейм для государственного стандарта.
В 1998 году Завод изделий из цветных металлов был реорганизован в Республиканское государственное предприятие «Казахстанский монетный двор Национального банка Республики Казахстан». В том же году создано ювелирное производство. В 1999 году начато производство монет пруф качества из золота и серебра.